# Hanns Sassmann
Hanns Sassmann (aussi : Karl Blind), né à Vienne (Autriche) le 17 décembre 1882 et mort à Kufstein (Autriche) le 8 mai 1944 , est un écrivain, journaliste et scénariste autrichien.

## Filmographie partielle (scénariste)
- 1940 : Der Feuerteufel de Luis Trenker